# 정원함
정원(定遠, 定遠、定远)은 청나라해군의 철갑함으로 정원급의 1번함이다. 북양함대의 기함이었으며, 동형함으로 진원이 있다.

## 배경
현대적 해군을 창설하기 위한 일환으로, 북양대신 리홍장은 최신 기술을 가지고 있는 영국과 독일의 조선소에 눈길을 돌렸다. 광범위한 협상 후, 170만 냥 상당의 은원(620만 상당의 독일 골드마르크)으로 계약하여 독일어로 서명하였고, 슈테틴에 있는 불칸 조선소에서 (배수량 기준으로) 작센급 장갑 프리깃의 확장판을 건조하기로 했다. 이것으로 북양함대는 극동에 주둔한 유럽 열강들의 함대와 동등한 지위로 끌어올릴 수 있을 것이라고 생각했다.
용골은 1881년 3월 31일에 기공되었고, 1881년 12월 28일 독일에 파견된 청나라 특사였던 허경징의 감독 하에 진수되었다. 해상 실험은 1883년 5월 2일에 시작되었다.

## 전함이력
전함 정원(은 진원과 함께 독일에 발주되어 슈테틴의 불칸 조선소에서 청나라 해군의 주력함으로서 건조되었다. 진수 후인 1883년에는 의장이 끝나고 독일에서 청나라까지 회항만을 남겨두고 있었다. 그러나 청불 전쟁이 발발하면서 중립을 지켜야 했던 독일은 전쟁이 끝난 1885년 10월에야 비로소 인도를 했고, 취역을 할 수 있게 되었다.
취역후에는 청나라 북양수사의 기함의 임무를 맡아, 1886년 조선, 러시아를 차례로 방문했다. 일본에 방문했을 때에는 강력한 전함을 배경으로 청나라 수병이 행패를 부린 ‘나가사키 사건’이 일어났고, 그 이후 일본 사회는 큰 위협으로 받아들였다.
청일전쟁 중에 벌어진 황해해전(1894년 9월 17일)에 정원도 기함으로 전투에 참가했다. 주포로 포격을 하던 중 함교가 붕괴되면서 사령관 정여창 제독이 부상을 입고 지휘력을 상실했다. 그 이후 159발의 명중탄에 피격되어 17명의 전사자와 38명의 부상자가 발생하였지만 작전 능력은 건재하였다.
황해해전 종료후 웨이하이웨이의 방비를 맡고있었으나, 1895년 2월 5일 수뢰정의 야습으로 어뢰에 맞아 얕은 바다에 좌초되었다. 하지만 여전히 포대로서 전투를 속행하였지만, 2월 9일에는 육상으로부터의 공격을 받아 피해를 입었다. 2월 10일, 일본군에게 나포되지 않기 위해 자침하였다. 함장 유보섬(劉歩蟾)도 전함과 운명을 같이 했다.
현재, 복제한 복원함이 건조되어 웨이하이의 항구에 전시 중이다.

## 같이 보기
- 나가사키 사건
- 청일 전쟁

## 참고 문헌
- 《다자이후 덴만구의 정원관》 (太宰府天満宮の定遠館), 弦書房, ISBN 978-4-86329-026-6
- 《세계의 함선》 증보편 제79집 《일본전함사》 (해인사)